# Петровка (Зілаїрський район)
Петро́вка (рос. Петровка, башк. Петровка) — село у складі Зілаїрського району Башкортостану, Росія. Входить до складу Зілаїрської сільської ради.
Населення — 147 осіб (2010; 211 в 2002).
Національний склад:
- росіяни — 83%